# Glacier Priestley
Pour les articles homonymes, voir Priestley.
Le glacier Priestley est un glacier séparant les montagnes de terre Victoria septentrionale de celles de la terre Victoria méridionale, dans la chaîne Transantarctique.
Il est exploré par l'expédition Terra Nova en 1912 et nommé en l'honneur du géologue Raymond Priestley, membre de l'équipe septentrionale.